# Båg
Båg, även kallat fusk, är ett kortspel för barn och är nära besläktat med bluffstopp. I likhet med detta spel går båg ut på att så fort som möjligt bli av med de kort man har på handen. 
Beroende på antalet spelare används en eller två kortlekar. Spelet börjar med att förhand lägger ner ett valfritt antal kort med baksidan upp på bordet och samtidigt talar om hur många kort det är och vilken valör de har. Därefter ska spelarna i tur och ordning lägga på kort med baksidan upp och samtidigt avisera att dessa är av högre valör eller i högre antal av samma valör. 
Spelet förutsätter att det är tillåtet att bluffa. En spelare som misstänker en bluff kan begära att få se de senast nedlagda korten. En avslöjad bluffande spelare, och likaså en spelare som begärt syn på ett utspel som visat sig vara sanningsenligt, får som straff ta upp alla dittills utlagda kort. 

## Varianter
I en variant av båg måste man börja med att tillkännage så och så många ess, och därefter fortsätta med tvåor och så vidare uppåt med ett steg i taget. I en annan variant är spelarna inte tvungna att uppge en högre valör än den närmast föregående, utan kan välja vilken valör som helst.